# Neue Rheinische Zeitung
De Neue Rheinische Zeitung - Organ der Demokratie (Nieuw Rijns Nieuwsblad - Orgaan van de democratie) was een Duits nieuwsblad dat dagelijks werd gepubliceerd door Karl Marx in Keulen. De eerste uitgave verscheen 1 juni 1848 en de laatste 19 mei 1849. De naam komt van een blad waar Marx eerder voor schreef, de Rheinische Zeitung. Joseph Weydemeyer, ook lid van de Bond der  Communisten, was een van de redacteuren. 

## Ondergang
De NRZ leed onder censuur, wat uiteindelijk de ondergang van het blad betekende. Op 2 maart 1849 vielen Pruisische soldaten de woning van Marx binnen om er een van de schrijvers te arresteren. Marx weigerde om de schrijver over te leveren, waarna de soldaten de woning verlieten. Op 9 mei 1849 moest Marx het land binnen 24 uur verlaten, omdat zijn verblijfsvergunning was verstreken. 

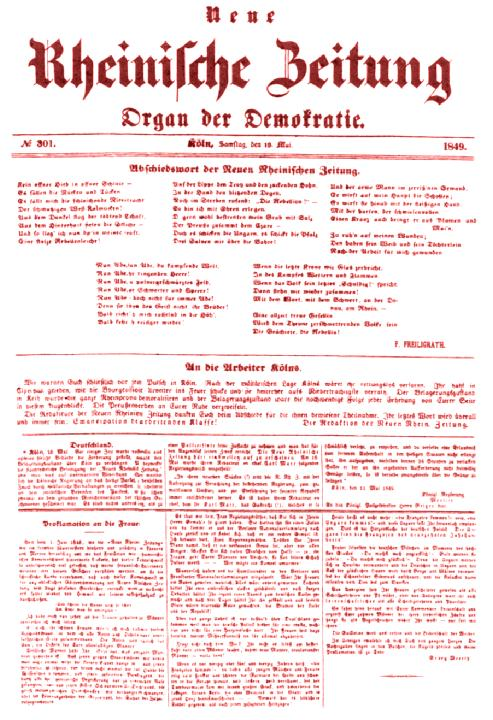
De befaamde "rode uitgave".

Onder druk van de overheid en uit vrees voor arrestaties en uitwijzing, publiceerde de NRZ op 18 mei 1849 zijn laatste uitgave. Deze uitgave werd volledig met rode inkt gedrukt en werd "de rode uitgave" genoemd. 
In 2005 werd de Neue Rheinische Zeitung online in ere hersteld.